# Jos Bex
Jos Bex (Hoepertingen, 3 februari 1946) is een voormalig Belgisch politicus voor sp.a.

## Levensloop

### Jeugd
Bex werd reeds op 14-jarige leeftijd lid van de Volksunie en was actief in het afdelingsbestuur in de gemeente Heverlee. Hij was in 1968 ook politiek actief betrokken bij de acties rondom Leuven Vlaams tijdens zijn studie politieke en sociale wetenschappen aan de Katholieke Universiteit Leuven. Eenmaal maatschappelijk actief kwam er van zijn studie niet veel meer. Na zijn kandidatuur stopte Bex in 1969 zijn studie.

### Professionele carrière
In de jaren erna stortte Bex zich op journalistiek werk, een uitgeverij en de milieuproblematiek. In de jaren 1980 richtte hij een reclamebureau op, d. Van 1983 tot 2012 zetelde hij in de gemeenteraad van Herent en was er van 1995 tot 2012 eerste schepen. Als schepen was hij onder andere bevoegd voor Ruimtelijke Ordening, Openbare Werken, Milieu en Landbouw.
Bij de tweede rechtstreekse Vlaamse verkiezingen van 13 juni 1999 werd hij verkozen in de kieskring Leuven. Na de volgende Vlaamse verkiezingen van 13 juni 2004 volgde hij eind juli 2004 Vlaams minister Frank Vandenbroucke op als Vlaams volksvertegenwoordiger voor de kieskring Vlaams-Brabant. Hij bleef Vlaams Parlementslid tot juni 2009. In het Vlaams Parlement was Bex van 1999 tot 2004 lid van de commissie Leefmilieu, Natuurbehoud en Ruimtelijke Ordening en van 2002 tot 2004 lid van de commissie Openbare Werken, Mobiliteit en Energie en nadien zetelde hij van 2004 tot 2006 in de commissie Brussel en Vlaamse Rand en van 2004 tot 2009 in de commissie Leefmilieu en Natuur, Landbouw, Visserij en Plattelandsbeleid en Ruimtelijke Ordening en Onroerend Erfgoed.
Bij de splitsing van de Volksunie in 2001 verkoos hij spirit, het latere VlaamsProgressieven. In november 2008 stapte hij met andere adepten van Bert Anciaux uit de partij vanwege onvrede met de links-liberale partijlijn van Geert Lambert en de zijnen. In januari 2009 stapte hij op landelijk niveau over naar de kartelpartner sp.a.
Op plaatselijk niveau volgde Bex de lijn van Willy Kuijpers, die zich verzette tegen de versnippering van de democratische Vlaamsgezinde politieke krachten. Al sinds 2000 was er samenwerking over partijlijnen heen tussen latere spiritisten, N-VA'ers en onafhankelijken in de plaatselijke kartellijst WIJ. Begin oktober 2010 zegde Bex de samenwerking met WIJ op. Zijn zetel als schepen kon hij behouden, echter zonder enige bevoegdheid.
De partijafdeling van VlaamsProgressieven in Herent was getalsmatig de grootste van Vlaanderen. De afdeling ging niet over naar de Sociaal-Liberale Partij. Begin mei 2012 sloten de overgebleven leden uit WIJ zich aan bij de sp.a. In oktober 2012 nam Jos Bex in samenwerking met Peter Janssens  met de lijst Herent21 deel aan de gemeenteraadsverkiezingen. Hij werd verkozen, maar besloot niet te zetelen.
Zoon Stijn Bex was ook politiek actief, in dezelfde partijlijnen als zijn vader.